# Taichung
Taichung (cinese: 臺中市 / 台中市, pinyin: Táizhōng Shì) è una città di Taiwan.
È localizzata nella regione centro-occidentale dell'isola di Taiwan. Al 2020 possiede una popolazione di 2.816.667 abitanti, ed è la terza città dell'isola dopo Taipei e Kaohsiung. Il nome significa Centro di Taiwan.

## Amministrazione

### Gemellaggi
- Tacoma

## Geografia fisica

### Distretti
| Mappa di Taichung | Mappa di Taichung | Mappa di Taichung  | Mappa di Taichung |
| --- | ----------------- | ------------------ | ----------------- |
| Xinshe Tanzi Shigang Shengang Houli Heping Fengyuan Dongshi Daya Wuqi Waipu Shalu Qingshui Longjing Dajia Dadu Da'an Xitun Wuri Wufeng Occidentale Taiping Meridionale Settentrionale Nantun Orientale Dali Centrale Beitun Contea di Yilan Contea di Miaoli Contea di Nantou Contea di Hualien Contea di Hsinchu Contea di Changhua |                   |                    |                   |
| Nome | Hanzi             | Popolazione (2010) | Superficie (km2)  |
| Distretto Occidentale | 西區              | 117,645            | 5.7042            |
| Distretto Centrale | 中區              | 22,935             | 0.8803            |
| Distretto Orientale | 東區              | 73,839             | 9.2855            |
| Distretto Settentrionale | 北區              | 147,779            | 6.9376            |
| Distretto Meridionale | 南區              | 113,109            | 6.8101            |
| Distretto di Beitun | 北屯區            | 245,817            | 62.7034           |
| Distretto di Nantun | 南屯區            | 152,811            | 31.2578           |
| Distretto di Xitun | 西屯區            | 205,408            | 39.8467           |
| Distretto di Dali | 大里區            | 197,460            | 28.8758           |
| Distretto di Fengyuan | 豐原區            | 165,457            | 41.1845           |
| Distretto di Taiping | 太平區            | 172,865            | 120.7473          |
| Distretto di Dajia | 大甲區            | 78,503             | 58.5192           |
| Distretto di Dongshi | 東勢區            | 53,313             | 117.4065          |
| Distretto di Qingshui | 清水區            | 85,580             | 64.1709           |
| Distretto di Shalu | 沙鹿區            | 81,470             | 40.4604           |
| Distretto di Wuqi | 梧棲區            | 55,198             | 18.4063           |
| Distretto di Da'an | 大安區            | 20,292             | 27.4045           |
| Distretto di Dadu | 大肚區            | 55,745             | 37.0024           |
| Distretto di Daya | 大雅區            | 89,715             | 32.4109           |
| Distretto di Heping | 和平區            | 10,730             | 1037.8192         |
| Distretto di Houli | 后里區            | 54,286             | 58.9439           |
| Distretto di Longjing | 龍井區            | 74,064             | 38.0377           |
| Distretto di Shengang | 神岡區            | 63,761             | 35.0445           |
| Distretto di Shigang | 石岡區            | 16,012             | 18.2105           |
| Distretto di Tanzi | 潭子區            | 100,181            | 25.8497           |
| Distretto di Waipu | 外埔區            | 32,052             | 42.4099           |
| Distretto di Wufeng | 霧峰區            | 63,864             | 98.0779           |
| Distretto di Wuri | 烏日區            | 68,654             | 43.4032           |
| Distretto di Xinshe | 新社區            | 25,618             | 68.8874           |